# ハンドドライヤー

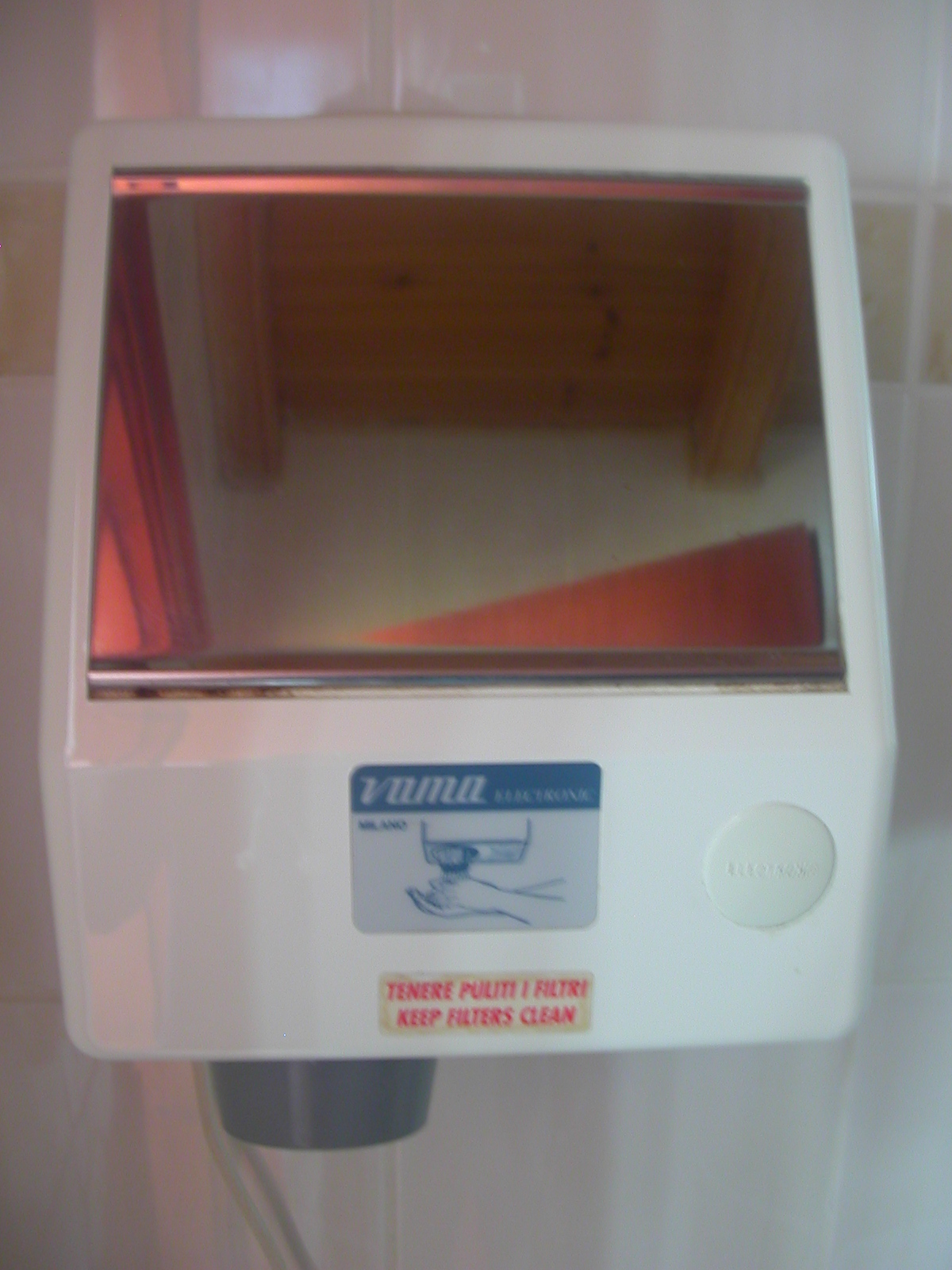
手動ボタン式ハンドドライヤー

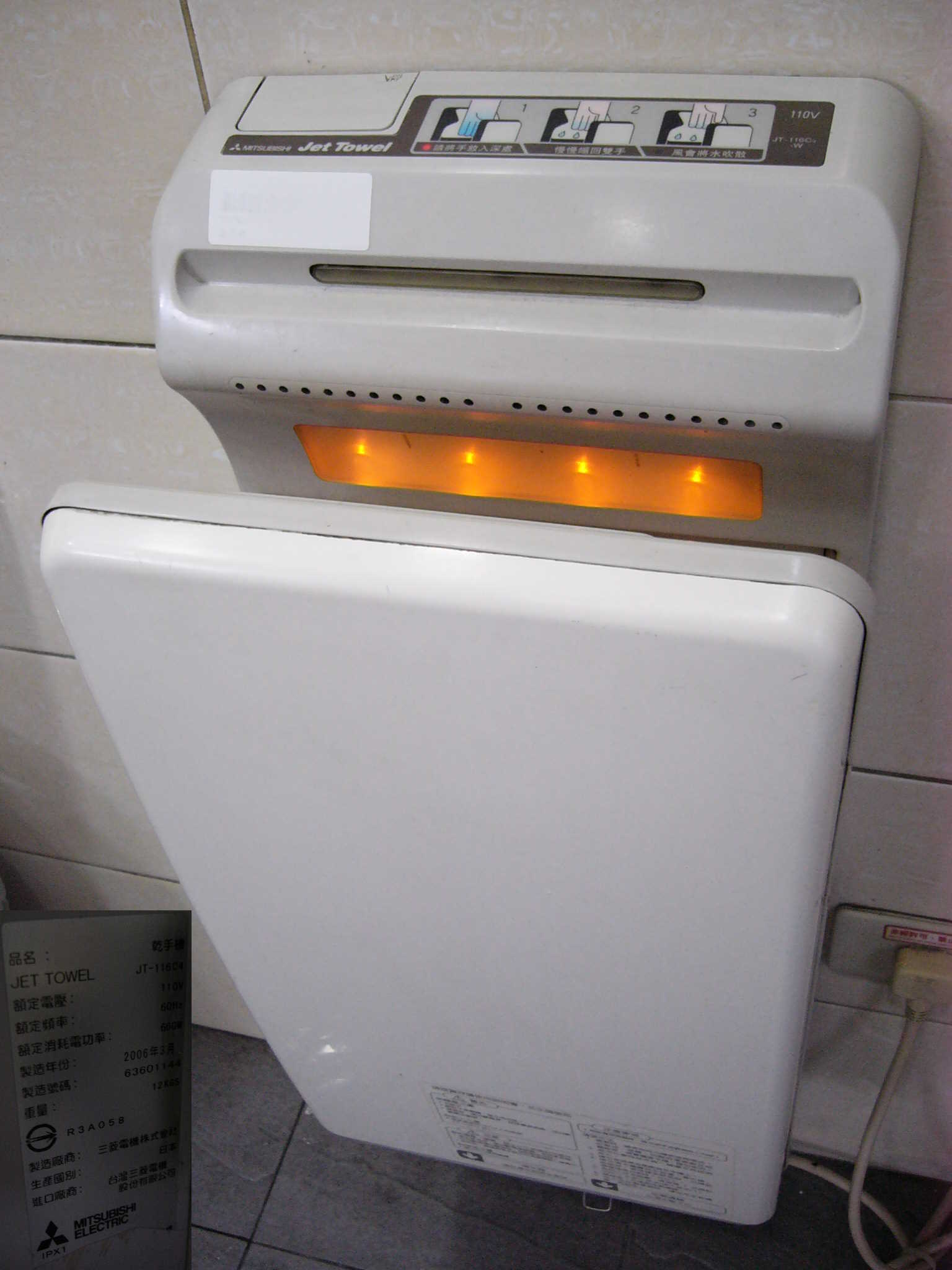
三菱電機製ハンドドライヤー「ジェットタオル」

ハンドドライヤーとは、手を風で乾かすための乾燥機である。タオルペーパーに対してエアータオルとも称する。

## 構造
各社ともに構造はほぼ同一で、センサーで手を感知し風を送る。
下部に横から差し出した掌に上方から送風する方式、上部から差し入れた掌の前後両側から送風するおばけ型とも俗称される方式がある。
殺菌灯を取り付けて乾燥と同時に紫外線による滅菌を行うものや、アルコール噴霧を行うものなどもある。滅菌を行うものは食品関連や医療機関で導入されている。自動ドアと連動させて、規定の時間の乾燥と滅菌が終わるまで自動ドアが開かないという仕組みのものもある。吸引型の物は、利便性とその性能の高さから注目をうけている。

## 特徴
ペーパータオルや布ロールタオルを使用する場合に比べて、ハンドドライヤーは電気代を考慮してもランニングコストが安いとメーカーは試算している。また、ペーパータオルを全量リサイクルしても、工場への搬送、リサイクル、製品の輸送にかかるエネルギーや薬品の消費を考慮すると、ハンドドライヤーは環境負荷が少ないとメーカーは主張している。

### 細菌の空中への拡散
英ウエストミンスター大学の研究者は実験により、ハンドドライヤーで乾燥する際の送風で、室内に細菌やウイルスが拡散されると報告している。当時最新型のジェット式ハンドドライヤーは温風ドライヤーの20倍、ペーパータオルの190倍以上の量の最近やウイルスが飛散し、送風から15分が経過しても空気中を漂うとしている。これに対してダイソンは反論をしているが、そもそも現実にトイレを使用した人の手に付着している細菌量と種類のデータは十分ではなく、利用者の病原体感染率を増加させる危険性があるのか疑問も出されている。そもそもウェストミンスター大学はペーパータオル業界より支援を受けており、この実験はペーパータオルの使用促進を促す目的で行われた極めて杜撰なものだったという指摘さえある。
このほかアルコール噴霧や殺菌灯や紫外線で殺菌を行う製品も存在するが、飛沫感染の原因となる拡散という問題点は解決しない。
手を洗った後に乾かさないとバクテリアが生き残るので手を乾かす必要がある。ペーパータオルは利用者の手を乾かす最も衛生的な方法である。また、ハンドドライヤーで深刻な病原体を拾う可能性は低い。他の人との直接の接触のほうが、感染を獲得する手段としてはるかに可能性が高いのである。

## 消費電力
冷風のハンドドライヤーの消費電力は約1150ワットで、15秒以下の使用で約0.9円の電気代がかかり、同じ時間作動させた場合においてであればこれは一般的な温風ドライヤーや電子レンジと同等である。

## 日本での歴史
日本では、1933年（昭和8年）に大阪金属工業（ダイキン工業）が電気手拭機を販売した。
しかし現在のハンドドライヤーとは仕組みが違い､熱風で手の水分を蒸発させ乾かすという仕組みであった。
1960年（昭和35年）に東京エレクトロンが現主流のハンドドライヤーを発売した。当時のアメリカで既に同種の製品が存在しており、1970年代始めまで特許が保護されていたため、東京エレクトロンが独占して製造して販売したが、特許の保護期間が終了後に大手各社が参入して競争が始まった。1985年（昭和60年）頃にモーターの性能が改良されて乾燥時間が短くなり、普及に弾みが付いた。1990年代に、環境問題の観点から紙を消費しないハンドドライヤーの普及がさらに促進された。風の吹き出し口を小さく絞ることにより、モーターの能力が同一でも水を吹き飛ばす性能が大幅に高まる改良がこの時期に行われた。

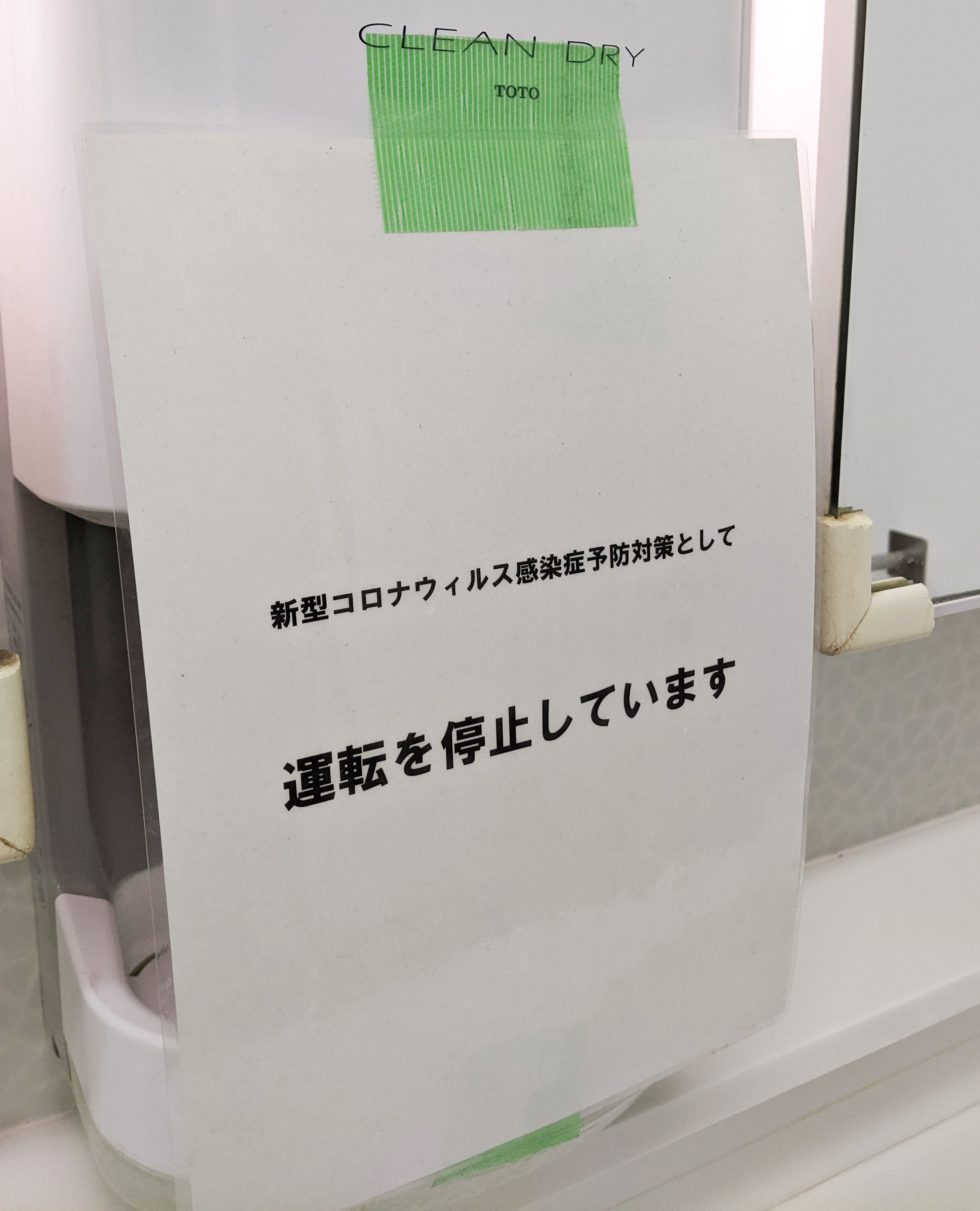
新型コロナウイルス感染対策として停止されたハンドドライヤー

2020年に新型コロナウイルスの感染が拡大すると、2020年5月4日に新型コロナウイルス感染症対策専門家会議が新しい生活様式の具体策をまとめ、その職業別ガイドラインの中でハンドドライヤーの不使用を提言したことで、日本経済団体連合会（経団連）も使用停止をガイドラインに盛り込み、再び多くの施設で使用停止となった。ただし専門家会議がハンドドライヤーに感染拡大のリスクがあると判断した根拠となったのは先述した2016年の英ウェストミンスター大学による実験であった。その後、経団連はメーカーやエアロゾル研究の専門家に追試を依頼したところ、感染の危険性は低いとの結論が出たほか、世界保健機関がハンドドライヤーの利用を推奨していることもあり、経団連は2020年12月にガイドラインを改定し、ハンドドライヤーの使用再開を盛り込む予定だった。しかしこのことが報じられるとタイミング悪く感染拡大の時期と重なってしまったためマスコミやインターネット上で批判を受ける事態となり、翌2021年4月13日になってようやくガイドラインからハンドドライヤーの使用禁止を削除した。しかし、その後も使用再開の動きは鈍いままであった。なおこのようなハンドドライヤーの使用制限を行ったのは日本だけとされている。

## 主な生産メーカー
- 東京エレクトロン - 「エアータオル」
ハンドドライヤーのパイオニアで2010年で50周年を迎えるハンドドライヤーメーカーの老舗で、日本カルミックやダスキンにOEM供給している。
- コイト電工
大部分をTOTO「クリーンドライ」として、OEMで供給している。
- TOTO - 「クリーンドライ」「オートボウル（自動洗面器一体型）」
- パナソニック エコシステムズ - 「パワードライ」
三栄水栓やダスキンにOEM供給している。一部機種は東京エレクトロンのOEMとなっている
- 三菱電機 - 「ジェットタオル」
上から手をかざすタイプを初めて発売した。LIXIL（INAXを含む）「スピードジェット」へのOEMも存在する。
- LIXIL - 「スピードジェット」「ジェットボウル（自動洗面器一体型）」
- ダイソン